# Karangkobar (kecamatan)
Karangkobar est un kecamatan (canton) du kabupaten (département) de Banjarnegara dans la province de Java central en Indonésie.

## Kecamatans
Le kabupaten de Karangkobar comprend les kecamatans (cantons) de : 
- Ambal
- Binangun
- Gumelar
- Jlegong
- Karanggondang
- Karangkobar
- Leksana
- Pagerpelah
- Pasuruhan
- Paweden
- Purwodadi
- Sampang
- Slatri